# 2009年人工衛星衝突事故
2009年人工衛星衝突事故（英:2009 satellite collision）は、宇宙空間で発生した初めての人工衛星同士の衝突事故である。
2009年2月10日16時55分 (UTC) 、北シベリアのタイミル半島上空約789キロメートルの宇宙空間で、1997年に打ち上げられ運用中であったアメリカのイリジウム社の通信衛星イリジウム33号と、1993年に打ち上げられ既に使われていなかったロシアの軍事用通信衛星コスモス2251号が衝突した。
衛星同士のドッキング実験や体当たりで相手の衛星を破壊する衛星攻撃兵器などによる意図的な衝突を除き、人工衛星本体同士の衝突は人類の宇宙開発史上初めてのことであり、この衝突により少なくとも数百個以上のスペースデブリ（宇宙ごみ）が新たに発生したとみられている。

## 衝突

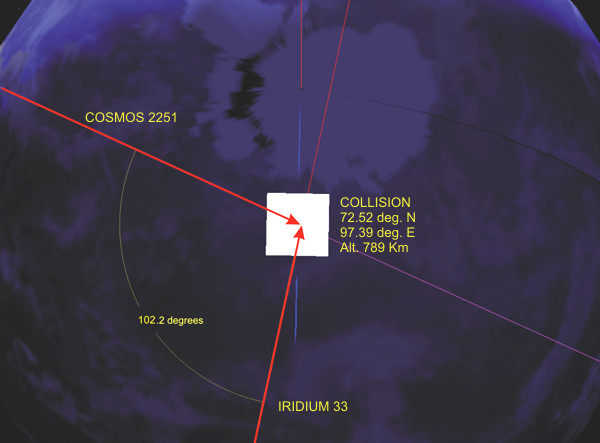
衝突図

この衝突によって、米Iridium Satelite LLC社の保有するイリジウム33号とロシア宇宙軍が保有するコスモス2251号の両方が破壊された。イリジウムの衛星はこの時点では稼働中であった。一方、ロシアの衛星は少なくとも1995年以降は運用されておらず既に活動停止中だった。Gen. Yakushinによれば、コスモス2251号は1993年6月16日に打ち上げられ、2年後に運用停止となったという。
アメリカ航空宇宙局 (NASA) は、この衝突で大量のスペースデブリが発生したと報告している。2009年現在、米宇宙監視ネットワーク (United States Space Surveillance Network; SSN) では500個以上のデブリを追跡中であるが、最終的なデブリの数を予測するには時間がかかると見られている。2023年にフランスで製作され、日本ではNHK Eテレの地球ドラマチックで「スペースデブリ 〜宇宙の新たな脅威〜」のタイトルで放映された科学番組”SPACE TRASH”によれば、この2009年の衝突事故と、その前に起こった中国による使用済み人工衛星の破壊により約3千数百個のデブリが生じたことが、米宇宙監視ネットワークが観測結果を公表していくことに繋がったとしている。NASAは、衝突の発生した高度（約789キロメートル）は国際宇宙ステーション (ISS) の軌道である高度430キロメートルよりも高い軌道であるため、2009年2月に予定されているスペースシャトルに与える危険は低いと語っている。しかし、中国の科学者は、デブリは太陽同期軌道をとる中国の衛星に脅威をもたらすだろうと語っている。
これまでもいくつかの小規模な衝突は起きており、それらの多くはランデブー中であったり意図的な衛星破壊であった。その中にはDART (en) 衛星とMUBLCOM (en) 衛星との衝突や、プログレスM-24やM-34そしてソユーズTM-17がドッキングを試みている時に起きた有人の宇宙ステーションミールを巻き込んだ3回の衝突などがある。1996年には、フランスの人工衛星スリーズがスペースデブリと衝突している。これまで8回のよく知られている高速度の衝突が起きており、それらは衝突前は誰も予測しておらず、衝突が起こってから初めて衝突の事実に気づいた。

## 落下物
2月13日、米ケンタッキー州で衝撃音のようなものが聞こえはじめた。米国気象局は付近住民たちに対して"explosions and or earthquakes"（火山の爆発や地震）に関する声明を発表し、衛星の破片の落下に備えるよう警告した。はるか西のニューメキシコ州でも同様の報告が相次ぎ、それらはすべて衝突した衛星の破片の落下物に関するものだった。米連邦航空局も航空機のパイロットに対して降下してくるデブリに警戒するよう注意を促した。
しかしながら、衛星やデブリの追跡を行っているアメリカ戦略軍は、これらの衝撃音や発光現象と今回の衛星衝突との関連を否定している。
2月15日に米テキサス州にて観測された隕石による火球も、当初はこれらのデブリの落下によるものと間違えられていた。
NASAのチーフサイエンティストであるNicholas L. Johnsonは、今回の衝突では細かい多数の破片に加えて1辺10センチメートル以上のデブリが1000個程度生成されたと推測している。

## 原因
二つの衛星が互いに数キロメートル以内ですれ違うという事象は、毎日非常に多く発生している。これらの中から衝突の可能性が高いものを見つけ出すのは極めて困難である。衛星の位置に関する正確でかつ最新の情報を得るのも困難である。CelesTrakによる計算では、この衝突を起こした2つの衛星は584メートルですれ違うと予想していた。
これらの衝突の危険性を回避するための軌道変更の計画立案、軌道変更に伴う燃料の余計な消費、そして軌道変更が稼働中の衛星の機能に与える影響（サービスの一時停止など）のいずれもが、衛星運用上の困難な問題になりえる。
イリジウム社のJohn Campbellは、2007年6月に行われたフォーラムで講演し、これらの問題のトレードオフや、イリジウム社の所有する衛星ネットワークを構成するすべての衛星1機ごとに1週間で400回も寄せられる5キロメートル以内への異常接近に関する情報を取り扱うことの難しさについて話していた。彼はこれらの異常接近の際に衝突がおきる確率として5000万分の1を見込んでいた。
このような衝突やニアミスが起きるたびに、機能停止した衛星を軌道外に移すなどして安全に処理する義務を課すべきだという声が巻き起こるが、いまだにそのような国際法は存在しない。